# Gabriela Kasperski

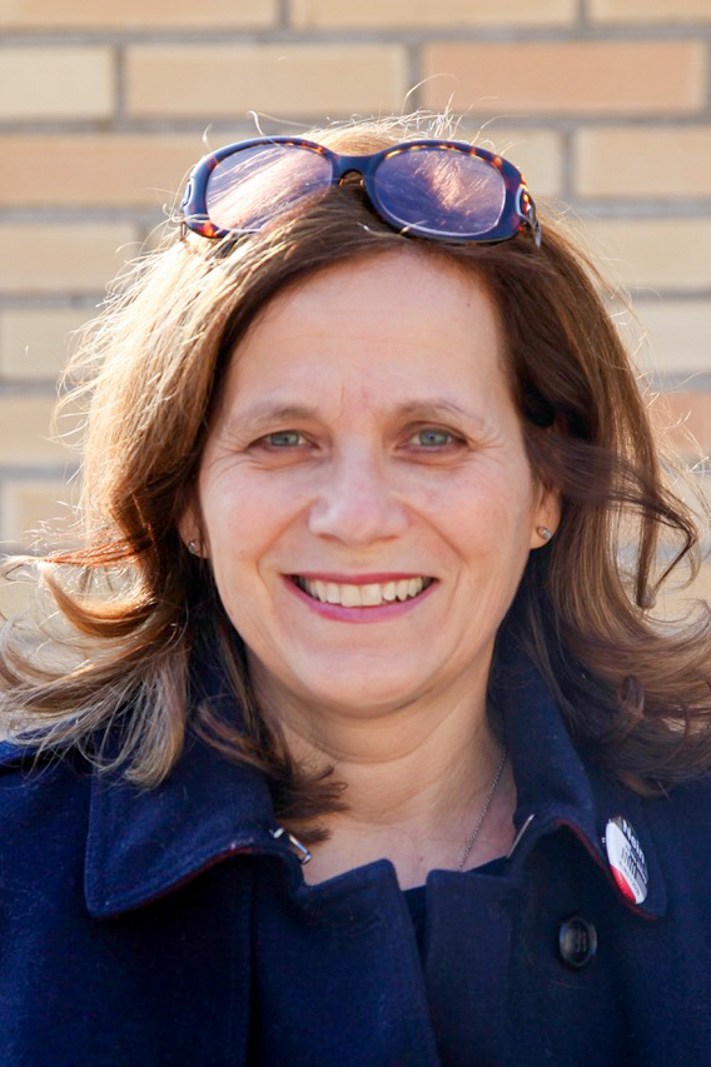
Gabriela Kasperski (2019)

Gabriela Rita Kasperski-Schwager (* 29. Juli 1962 in Thalwil) ist eine Schweizer Autorin.

## Leben
Gabriela Kasperski absolvierte ein Studium der Anglistik, war als Radio-/TV-Moderatorin und Schauspielerin tätig. Heute schreibt sie Krimis und Romane. Ausserdem adaptiert sie Serien und Dokumentarfilme für das Schweizer Fernsehen SRF, darunter Kinderserien im Bereich Animation und Fiktion. Sie arbeitet als Sprecherin, ist als Sachverständige für das Schweizer Bundesamt für Kultur in der Filmbranche tätig und unterrichtet kreatives Schreiben. Sie ist Gründerin und Co-Geschäftsführerin der «GeschichtenBäckerei» (vormals Storybakery), eine Firma für Kreatives Schreiben und Storytelling, in der sich auch ihr Verlag befindet. Sie ist mit dem Autor und Regisseur Franz Kasperski verheiratet, hat drei Kinder und lebt und arbeitet in der Schweiz, England und der Bretagne.

## Veröffentlichungen

### Reihe Schnyder & Meier
Kriminalromane mit Unidozentin Zita Schnyder und Ermittler Werner Meier.
- Die gefallene Schneekönigin. Der erste Fall für Schnyder & Meier. KaMeRu Verlag, Zürich 2011, ISBN 978-3-7439-0366-1.
  - Neuausgabe: Die gefallene Schneekönigin. Der erste Fall für Schnyder & Meier. Storybakery, Zürich 2011, ISBN 978-3-906847-00-9.
- Besondere Umstände. Der zweite Fall für Schnyder & Meier. Appenzeller Verlag, Schwellbrunn 2013, ISBN 978-3-906847-00-9.
  - Neuausgabe: Besondere Umstände. Der zweite Fall für Schnyder & Meier. Storybakery/Tredition, Zürich 2017, ISBN 978-3-7439-0366-1.
  - Neuausgabe: Vermisst am Greifensee. Der zweite Fall für Schnyder & Meier. Atlantis, Zürich 2023, ISBN 978-3-7152-5514-9.
- SichtUnsichtbar. Der dritte Fall für Schnyder & Meier. Storybakery, Zürich 2016, ISBN 978-3-906847-08-5.
- Quittengrab. Der vierte Fall für Schnyder & Meier. Emons Verlag, Köln 2018, ISBN 978-3-7408-0430-5.
- Nachtblau der See. Der fünfte Fall für Schnyder & Meier. Emons Verlag, Köln 2019, ISBN 978-3-906847-08-5.
- Zürcher Filz. Der sechste Fall für Schnyder & Meier. Emons, Köln 2020, ISBN 978-3-96041-667-8.
- Zürcher Glut. Der siebte Fall für Schnyder & Meier. Emons, Köln 2022, ISBN 978-3-7408-1348-2.
- Zürcher Verstrickungen. Emons, Köln 2023, ISBN 978-3-7408-1588-2.
- Zürcher Verrat. Emons, Köln 2024, ISBN 978-3-7408-1843-2.

### Yeshi-Reihe
Kinderromane mit dem Flüchtlingskind Yeshi. Das Mädchen lebt in Zürich und sucht sich mit viel Mut seinen Platz in der Gesellschaft.
- Einfach Yeshi. Band eins der Yeshe-Reihe. Arisverlag, Zürich 2019, ISBN 978-3-907238-00-4.
- Agentin Yeshi. Band zwei der Yeshi-Reihe. Arisverlag, Zürich 2020, ISBN 978-3-907238-05-9.
- Yeshi Style, Band drei der Yeshi-Reihe. Arisverlag, Zürich 2022, ISBN 978-3-907238-20-2.

### Tereza-Berger-Bretagne-Reihe
Cosy-Krimis mit der Buchhändlerin Tereza Berger, die im bretonischen Camaret-sur-Mer auf der Halbinsel Crozon ein Haus erbt. Nach und nach entdeckt sie ihr Faible, Verbrechen aufzuklären.
- Bretonisch mit Meerblick, Tereza Berger Band eins, Bretagne-Krimiserie. Emons, Köln 2020, ISBN 978-3-7408-0796-2.
- Bretonisch mit Aussicht, Tereza Berger Band zwei, Bretagne-Krimiserie. Emons, Köln 2021, ISBN 978-3-7408-1158-7.
- Bretonisch mit Herz, Tereza Berger Band drei, Bretagne-Krimiserie. Emons, Köln 2022, ISBN 978-3-7408-1497-7.
- Bretonisch mit Sturm, Tereza Berger Band vier, Bretagne-Krimiserie. Emons, Köln 2023, ISBN 978-3-7408-1661-2.
- Bretonisch mit Flammen. Emons, Köln 2024, ISBN 978-3-7408-1842-5.
- Bretonisch mit Wind und Wellen. Emons, Köln 2025, ISBN 978-3-7408-2230-9.

### Reihe Friedhofsgärtner Paul Blom
Paul Blom, Anwalt für Wirtschafts- und Erbrecht, wird durch Zufall für einen Friedhofsgärtner gehalten. In dieser Rolle verfolgt er seine Ermittlungen.
- Diesseits vom Jenseits. Atlantis, Zürich 2023, ISBN 978-3-7152-5505-7.
- Roulette der Gebeine. Atlantis, Zürich 2025, ISBN 978-3-7152-5530-9.

### Reihe Libby Andersch
- Mord im Grand Hotel Matterhorn. Oktopus, Zürich 2024, ISBN 978-3-311-30072-4.
- Endstation Genfersee. Doerlemann Verlag, Zürich 2025, ISBN 978-3-03820-166-3.

### Weitere Romane
- Ins Glück gebloggt. Eine Frauenkomödie, Storybakery, Zürich 2019, ISBN 978-3-9068-4706-1.

## Auszeichnungen
- 2011: BEST FRIENDS-Schulhaus-Serie,[5] nominiert für den Schweizer Fernsehpreis, Sparte: Innovation.
- 2018: Werkbeitrag Kanton Zürich, für EINFACH YESHI – ein Kinderroman.
- 2019/2020, April: Aufenthalt in der Franz Edelmaier-Stiftung für Menschenrechte/Meran als Writers in Residence
- 2020: Nomination Zürcher Krimipreis
- 2020: Kimi Siegel[6] für Diversity für EINFACH YESHI.
- 2021: Nomination Zürcher Krimipreis[7]
- 2024: Auszeichnung mit dem Zürcher Krimipreis für Zürcher Verstrickungen[8]

## Mitgliedschaften
- VPS[9]
- Suissimage
- ProLitteris
- Swissperform/SIG
- Das Syndikat-Krimivereinigung (D)
- Mörderische Schwestern (D)